# Jaja w tropikach
Jaja w tropikach (Tropic Thunder) – amerykańska komedia sensacyjna z 2008 roku w reżyserii Bena Stillera.

## Fabuła
Pięciu gwiazdorów z różnych pokoleń kręci wspólnie film wojenny, opowiadający o dramatycznych losach grupy amerykańskich żołnierzy podczas wojny w Wietnamie. Ze względu na rozkapryszenie gwiazd i niezdolność reżysera do zapanowania nad nimi, produkcja jest mocno opóźniona, co doprowadza do wściekłości producenta. W ostatecznym przypływie desperacji reżyser postanawia wywieźć swe gwiazdy do prawdziwej wietnamskiej dżungli, tyle że naszpikowanej kamerami i ładunkami wybuchowymi do efektów pirotechnicznych. Dzięki temu mają odegrać scenariusz w naturalnych warunkach. Filmowcy nie wiedzą, że teren ten jest pod kontrolą bezwzględnego narkotykowego kartelu.

## Obsada
- Ben Stiller jako Tugg Speedman
- Robert Downey Jr. jako Kirk Lazarus
- Jack Black jako Jeff Portnoy
- Jay Baruchel jako Kevin Sandusky
- Brandon T. Jackson jako Alpa Chino
- Danny McBride jako Cody
- Steve Coogan jako Damien Cockburn
- Tom Cruise jako Les Grossman
- Matthew McConaughey jako Rick Peck
- Nick Nolte jako Czterolistny Tayback
- Tyra Banks jako ona sama
- Jon Voight jako on sam
- Jennifer Love Hewitt jako ona sama
- Alicia Silverstone jako ona sama
- Tobey Maguire jako on sam
- Reggie Lee jako Byong